# Comuna Golub-Dobrzyń
Gmina Golub-Dobrzyń este o comună (în poloneză: gmina) rurală în powiat Golub-Dobrzyń, voievodatul Cuiavia și Pomerania, Polonia.
Comuna acoperă o suprafață de 197,45 km² și are, potrivit datelor din anul 2006, o populație de 8.139.